# 明一
明一（みょういつ、神亀5年（728年）- 延暦17年3月27日（798年4月17日））は、奈良時代から平安時代前期にかけての東大寺の僧。俗姓は和仁部氏。大和国添上郡の出身。

## 概要
東大寺の慈訓に師事して修学。天平勝宝4年（753年）東大寺盂蘭盆経の講師を、また宝亀11年（780年）には維摩会の講師をつとめた。
延暦初年に行賀が唐から帰国した際に、宗議を問い質し行賀の学を痛罵した。しかしこれは、行賀が30年余り唐にいたことから日本語を忘れてしまったからだといわれている。この頃三綱のうちの上座として東大寺の運営にあたり、延暦13年（794年）には比叡山根本中堂供養の職衆をつとめている。
真の教えを宣揚し、名声を博したものの、晩年には妻帯したことからそれを失ったといわれている。しかし、『扶桑略記』は「クチナシの花が全て凋んでも、四照の色を含んでいる。ランの葉が半分落ちても、10分の1の香りを送っている。才は出世で、器は宗師に耐えるのならばいうまでもない」と卒伝を結んでいる。
延暦17年3月27日（798年4月17日）卒。71歳。

## 伝記
- 『扶桑略記』卒伝（『日本後紀』逸文[5]）
- 虎関師錬『元亨釈書』巻2
- 卍元師蛮『本朝高僧伝』巻4